# Classeya aphrodite
Classeya aphrodite là một loài bướm đêm trong họ Crambidae.